# 黄材水库
黄材水库坝址位于中国湖南省宁乡市黄材镇，是以灌溉为主，兼有发电、防洪、养殖功能的大（二）型水库。因位于长沙至安化古驿道青洋铺而得名青洋湖。水库处东经111°52’25”—112°06’51"，北纬28°03’56"-28°09’47"之间，水库面积800公顷，集雨面积240.8公里2，处沩水上游区域。

## 概述
黄材水库系中国“三大土坝”之一，始建于1958年，1965年竣工。主坝高61.5米，坝顶长347米，正常蓄水水位166米，正常库容1.26亿米3，最大库容1.53亿米3，发电总装机容量4,720千瓦。水库灌区北以志溪河与沩水分水岭为界，南至沩水南岸山脊，西起黄材水库坝址，东到湘江之滨。水库灌区覆盖宁乡市、益阳赫山区和长沙望城区，共计23个乡镇、342个村民小组。设计灌溉面积23,945公顷（35.9万亩），实际灌溉面积21,614公顷（32.4万亩）。2009年8月25日被水利部列为国家水利风景区水库上游沩山群峰之间有沩仰宗的祖庭密印寺，炭河里商周青铜文化遗址位于大坝左岸500米处。